# La Estrella de Tocopilla
La Estrella de Tocopilla (antiguamente denominado La Prensa de Tocopilla) es un periódico chileno, de carácter local, editado en la ciudad de Tocopilla, capital de la provincia homónima, en la Región de Antofagasta.
La publicación pertenece a la Empresa Periodística El Norte S.A. filial de El Mercurio Sociedad Anónima Periodística, y además es miembro de la Asociación Nacional de la Prensa. Asimismo, es miembro de la cadena de Diarios Regionales (perteneciente al diario El Mercurio).[cita requerida]

## Historia
El periódico fue fundado el 12 de febrero de 1924, y desde sus inicios ha informado a toda la provincia de Tocopilla acerca de los hechos noticiosos que allí han acontecido. El 15 de marzo de 1994 comenzó a implementarse la diagramación electrónica para el diseño de las páginas del periódico.
Durante el terremoto que sacudió a la zona el 14 de noviembre de 2007, La Prensa de Tocopilla realizó un amplio despegue periodístico para informar a la población acerca de los efectos del movimiento telúrico. Al día siguiente, La Prensa de Tocopilla publicó una edición especial con amplias informaciones relacionadas con la tragedia. En su portada publicó una fotografía del hospital de la oficina salitrera María Elena, el cual resultó completamente destruido.
En 2009, fue integrado a la red de diarios La Estrella, cambiando su nombre a La Estrella de Tocopilla.
En una entrevista realizada al historiador Damir Galaz-Mandakovic, este señala que el diario La Prensa de Tocopilla es fundado el 12 de febrero de 1924, y que pertenecía al mismo dueño del diario tocopillano llamado La Opinión José Luis Mery, diario que prontamente dejaría de circular en Tocopilla. Al mismo tiempo indica que una de las personalidades involucradas en sus orígenes fue Fernando Murillo Le-Fort, conocido periodista a nivel nacional, quien también sería alcalde por el Partido Radical en Tocopilla en 1929 después de tener el cargo “Jefe de la censura periodística en el norte” durante la dictadura de Ibáñez.
El diario surgió en un escenario de decadencia de varios periódicos obreros, finiquitados esencialmente por la persecución policial y política, además por problemas de financiamiento. Los únicos diarios que iban quedando en la década del veinte eran: La Correspondencia, hasta 1926; La defensa Obrera, que se editó hasta 1932 y El Proletario, que se editó hasta 1935. El citado investigador indica que los diarios en el norte tenían una tradición “izquierdizada”, y Luis Emilio Recabarren tiene mucho que ver en este proceso: importador de imprentas y fundador de diarios en varias ciudades, Recabarren buscaba alfabetizar con los periódicos. En ese sentido, La Prensa de Tocopilla se planteaba como una alternativa a esos diarios vinculados con los obreros, en una ciudad 8.190 habitantes que vivía un buen periodo económico y material dado por la exportación de salitre.
En cuanto a la evolución que experimenta el diario durante sus 90 años de vida y las razones de que haya resistido todo este tiempo, se señala que, si bien el diario La Prensa de Tocopilla no se suma al perfil reivindicativo que tenían muchos otros diarios que circularon en Tocopilla, la decadencia de todos los otros diarios hizo que se fuese consolidando sobre la base de cierta autonomía: no dependía de sindicatos, de partidos o de mancomunales, en donde los dirigentes eran muchas veces apresados. Además sus vínculos con el diario La Opinión, que tenía sede en Santiago, la consolidaron como medio informativo autónomo con cierta línea editorial conservadora.
Ejemplos de diarios desaparecidos en Tocopilla son: Los Tiempos (1896-1918), El Liberal (1899-1903), El Trabajo (1903-1906), La Correspondencia de larga duración (1903-1926), El Futre (1904), La Lucha (1906), La Vanguardia (1906), El Mate (1906), La Reforma (1908-1909), 18 de Septiembre (1909), El Norte (1909), El Comercio Libre (1910), La Razón (1910-1923), La Tribuna (1914-1916), El Grito del Pueblo (1916-1917), El Triunfo (1917-1918), La Voz de la Juventud (1918), La Federación (1920) y Voz del Pueblo, (1920) entre otros; sin duda que ese panorama no era muy auspicioso, pero aun así, el perfil informativo no partidista, y quizás apolítico, hizo que se mantuviera como medio.
Frente a la pregunta sobre los principales hitos, Galaz-Mandakovic indica que, además de informar sobre cotidianidad y de hechos relevantes transformadas en noticiosas, sin duda que las tragedias y campañas son situaciones que se cruzan a lo largo de todo lo que he visto. La crisis económica de 1932 y las fuertes campañas para la recolección de víveres y dinero; las campañas sanitarias en la década del treinta para evitar el piojo y el tifus exantemático, la gonorrea y la tuberculosis. Lo mismo para el aluvión de 1940 en cuanto a recolección de alimentos y materiales. O la campaña para comprar un avión en el Club Aéreo de Tocopilla. Fuerte fue el impulso dado, asimismo, a la conformación del Comando Costero que soñaba unir Tocopilla con Iquique.
Si bien hubo críticas en cuanto al proceso de la dictadura por la intervención solapada de los militares, terminada esta, el diario reivindica su enfoque a temas ciudadanos, y hoy constituye toda una institución, una fuente de información para los procesos históricos, sociales y culturales, prestando una utilidad esencial para el desarrollo de la comuna.
Un hecho que cambió sustancialmente su trayectoria fue la digitalización de sus ediciones, pudiendo ser leído en cualquier parte del orbe. De este modo, se transforma en un medio de articulación entre la ciudad y los tocopillanos emigrados, estableciendo una relación de translocalidad que supera las fronteras, permitiendo mantener vínculos con sus coterráneos para atenuar el choque sociocultural en las afueras. En ese sentido, el diario facilita la continuidad en su migración y la necesidad de pertenecer o seguir perteneciendo a su ciudad reproduciendo sus recuerdos que se actualizan con la información actual promoviendo un sentido de continuidad y apego, a la “tocopillaneidad” vivida en un hipotético “tercer espacio" indica el historiador tocopillano Damir Galaz-Mandakovic Fernández.
El sábado 16 de marzo de 2024 fue el último ejemplar de La Estrella que lleva la denominación "Tocopilla" en su logotipo, ya que desde el 18 de ese mes los tres diarios Estrella de la Región de Antofagasta (Antofagasta, Loa y Tocopilla) se fusionan, tomando la numeración de La Estrella de Antofagasta.